# هانس جکر
هانس جکر (انگلیسی: Hans Jäcker; ۲۰ نوامبر ۱۹۳۲ – ۷ آوریل ۲۰۱۳) بازیکن فوتبال اهل آلمان بود.
از باشگاه‌هایی که در آن بازی کرده است می‌توان به باشگاه فوتبال آینتراخت برانشوایگ و باشگاه فوتبال کلن اشاره کرد.